# Major Taylor
Major Taylor, vlastním jménem Marshall Walter Taylor (26. listopadu 1878 Indianapolis – 21. června 1932 Chicago) byl americký dráhový cyklista, známý pod přezdívkou „Worcester Whirlwind“.
Pocházel z rodiny kočího, od dětství pracoval v obchodě s bicykly, kde prováděl reklamní akrobacii na kole oblečený ve vojenské uniformě, což mu vyneslo pseudonym „major“. V roce 1896 se usadil ve Worcesteru a začal závodit profesionálně na šestidenních závodech. Vytvořil 33 světových rekordů a v roce 1899 vyhrál šampionát League of American Wheelmen. Ve stejném roce také vyhrál závod ve sprintu na mistrovství světa v dráhové cyklistice, konaném na Vélodrome de Queen's Park v Montréalu. Stal se tak prvním afroamerickým mistrem světa v cyklistice a druhým ve všech sportech po boxerovi Georgi Dixonovi. V roce 1900 se stal mistrem USA ve sprintu. Později podnikal na kolech značky Iver Johnson turné po Austrálii a Evropě, kde porazil mj. francouzského šampióna Edmonda Jacquelina. Byl silně věřící a odmítal závodit v neděli, což ho připravilo o mnohá vítězství.
Kariéru ukončil v roce 1910. Vydal autobiografii The Fastest Bicycle Rider in the World: The Story of a Colored Boy's Indomitable Courage and Success Against Great Odds. Za Velké hospodářské krize přišel o majetek, zemřel ve věku 53 let na myokarditidu a byl pohřben do neoznačeného hrobu.
V roce 2002 byl uveden do Síně slávy Mezinárodní cyklistické unie. V jeho rodném Indianapolis je po něm pojmenován stadion Major Taylor Velodrome. Otis Taylor o něm napsal píseň „He Never Raced on Sunday“.